# Ordre juridique
Ne doit pas être confondu avec Système juridique.
Un ordre juridique (plus rarement système juridique) est un système autonome de droit objectif, par exemple le droit d'un État. Les disciplines qui étudient les ordres juridique sont le droit comparé et la sociologie du droit.
Les normes juridiques y cohabitent toujours avec des normes morales et éthiques.

## Définitions
Selon Gérard Timsit, la notion d'ordre juridique est très vague, et les différentes explications données par les théoriciens du droit relèvent plutôt de la métaphore que de la description : ainsi Kelsen parle d'une pyramide, Dworkin d'un roman, Montesquieu d'une bouche.

### Selon Hans Kelsen
Hans Kelsen, un des plus importants théoriciens du droit moderne, donne dans son Théorie pure du droit une définition des systèmes juridiques qui a profondément influencé la pensée juridique contemporaine. Il est notamment le premier à faire la distinction entre le droit et la science du droit. Un de ses concepts clés est la "Grundnorm" ou "norme fondamentale". Cette norme est comme la pierre angulaire qui soutient et unifie toutes les autres règles et lois d'un système juridique.
Kelsen voit le système juridique comme quelque chose qui se définit par lui-même et qui, en même temps, définit la communauté qu'il gouverne. Cela veut dire que tout groupe de personnes, qu'il soit un État ou non, est lié à un ensemble de règles et de lois. Par exemple, même un groupe comme la mafia aurait son propre système juridique s'il suit certaines normes. Pour Kelsen, un État est comme la représentation physique de son système juridique. Il pense qu'il n'y a pas de grande différence entre les systèmes juridiques des États et ceux d'autres types de communautés, tant que les normes sont respectées et mises en œuvre.
Concernant le droit international, Kelsen avait une vision "moniste". Il croyait en l'existence d'un seul et grand système juridique mondial qui inclut à la fois le droit international et national. Il considérait le droit international comme étant au-dessus des systèmes juridiques nationaux dans la hiérarchie.

### Théorie de Joseph Raz
Joseph Raz propose une façon de savoir si un système juridique existe vraiment. Il dit qu'un système juridique n'existe que si les autorités chargées d'appliquer les lois le reconnaissent. Il met l'accent sur l'importance des "organes primaires d'application du droit". Ce sont les autorités, comme les tribunaux, dont les décisions sont finales et absolues. Ces organes aident à déterminer quelles lois font partie du système juridique.
Raz critique l'idée qu'il y aurait un seul ensemble de règles pour déterminer si une loi est valide ou non. Il pense que, en plus des règles qui aident à reconnaître les lois valides, d'autres types de normes, comme celles qui donnent des pouvoirs spécifiques, sont aussi importantes pour juger de la validité des lois.
Raz est considéré comme un "réaliste modéré" en matière de droit. Cela signifie qu'il reconnaît que les juges contribuent à créer le droit en interprétant les lois, mais leurs actions sont limitées par certaines règles et normes qui définissent l'autorité des principales institutions juridiques. Il voit aussi les systèmes juridiques comme étant en interaction avec d'autres systèmes, à l'intérieur et à l'extérieur de leur territoire. Pour Raz, les systèmes juridiques sont complets en eux-mêmes et revendiquent une sorte de supériorité sur d'autres systèmes institutionnels.

### Niklas Luhmann
Niklas Luhmann a développé une idée des ordres juridiques comme des systèmes autopoïétiques, c'est-à-dire qui se créent eux-mêmes.

## Histoire du concept
Le concept d'ordre juridique est apparu dans la sociologie, notamment dans les travaux de Santi Romano et de Max Weber.

## Usages
Dans des contexte de plurijuridisme, comme par exemple en droit de l'Union européenne, la notion d'ordre juridique sert à distinguer les différents tenants : ainsi on distingue l'ordre juridique de l'UE des ordres juridiques nationaux.
D'autre part, en droit comparé, dans la perspective du pluralisme juridique, la notion d'ordre juridique sert à appréhender les systèmes de droit des sociétés sans États, notamment ceux de divers peuples autochtone.
Le concept d'ordre juridique est aussi utilisé en droit international privé pour caractériser les systèmes de normes, étatiques ou non-étatiques, autonomes par rapport au for.
Dans plusieurs autres domaines des sciences juridiques, la notion d'ordre juridique permet aussi de penser l'internormativité, c'est-à-dire le rapport du droit à des systèmes normatifs différents, par exemple vis-à-vis de règles économiques ou spirituelles.

#### Organisation juridictionnelle par pays
- France
- Belgique
- Côte d’Ivoire
- Luxembourg
- République démocratique du Congo